# 装甲
軍用載具通常都具備裝甲以抵抗破片、子彈、飛彈或砲彈的襲擊，保護載具內的人員不受敵火傷害。這類的載具包括坦克、飛行器和船艦。民用車輛也可以附上裝甲。這些車輛包括記者、官員的專車，或其他出入於衝突地帶或某些犯罪高漲地區的車輛，以及總統座車。裝甲車也是保全公司的常規配備，用於運鈔、運載貴重品，並減少貨物半途攔截或搶劫的風險。

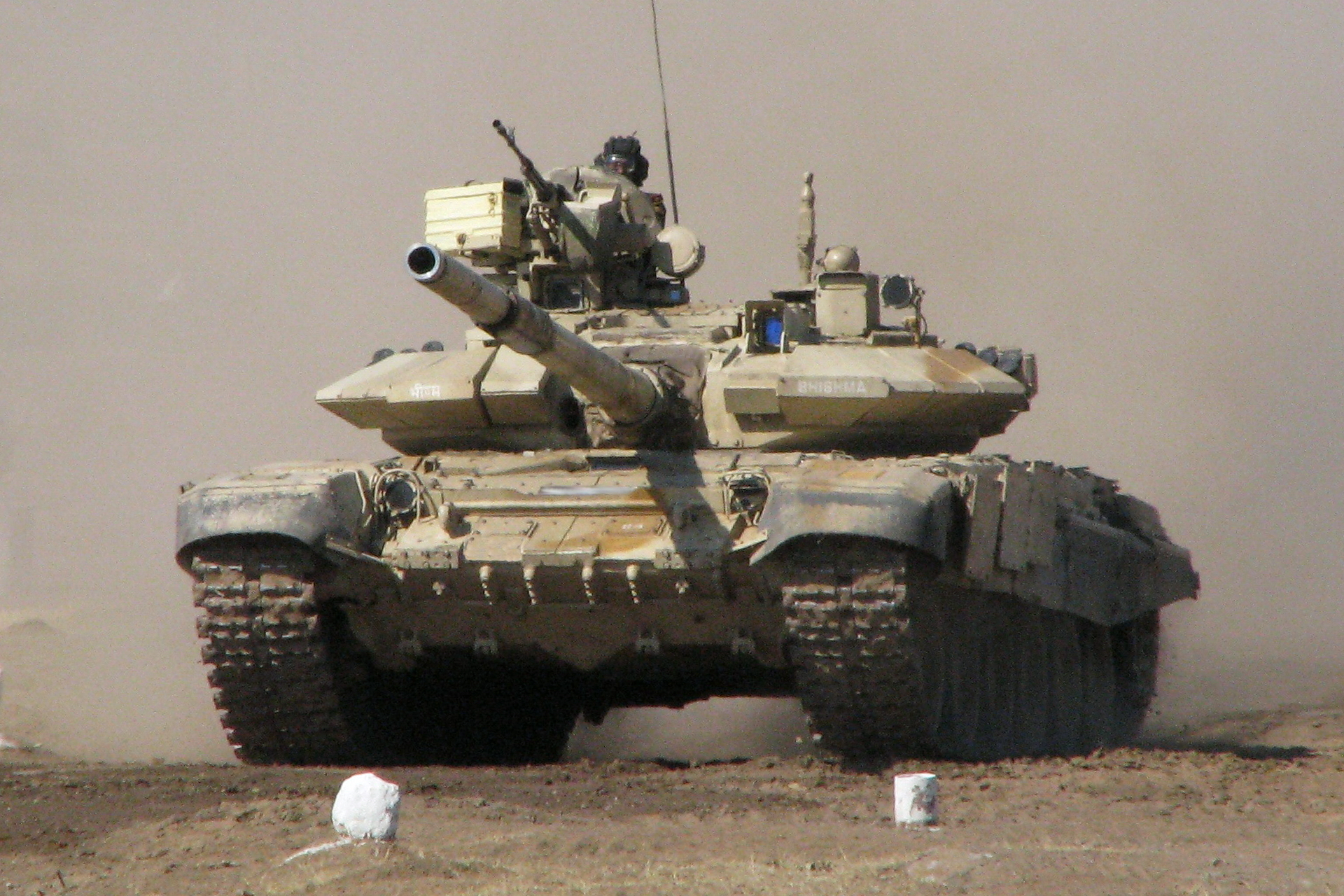
T90外掛的裝甲

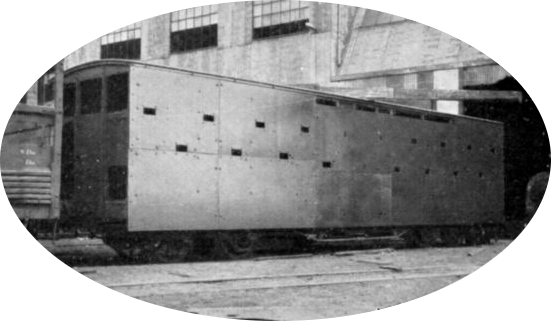
1914年南非利用火車的大動力，加裝裝甲板於火車廂上，屬於早期裝甲列車

除了蓄意攻擊之外，車輛上的裝甲也可以避免一些非人為的威脅。有些太空船會裝備特製的裝甲，以抵抗小型隕石或太空垃圾的碎片撞擊。甚至一般的民用飛機也會攜帶裝甲，會以類似破片護罩的形式建構在燃氣渦輪引擎的內壁，以避免壓縮機／渦輪解體時可能造成的傷亡或機體損壞。
車輛的設計和用途決定其所掛載的裝甲數量，通常當裝甲很重且數量過多時，會限制了車輛的機動性。
裝甲車輛有時都是在武裝衝突期間才開始訂製。在二次世界大戰，美軍的坦克組員甚至把多餘的坦克履帶焊接在他們的M4雪曼、M3李或斯圖亞特等坦克外殼上。在越戰期間，美軍的武裝卡車會以沙包和就地製造的鋼鐵甲片來武裝化。這幾年，伊拉克的美軍部隊會以一些廢料金屬來替悍馬車或一些其他軍用運輸車輛加以上裝：這類的裝甲通常伊軍稱作（朝聖者之意），而美軍通常稱作土製裝甲（hillbilly armor）。

## 裝甲戰車
現今大多數的重武裝載具都是主戰坦克，它們是地面武力的先鋒部隊，設計成能夠抵擋反坦克飛彈、動能穿甲彈或核生化武器威脅，某些坦克甚至可抵禦高角度砲彈（steep-trajectory shells）的攻擊。以色列的梅卡瓦坦克就設計成每個坦克元件都具備額外的裝甲支援能力以保護車內乘員。外層裝甲不但模組化而且能夠快速地更換損壞的裝甲。

### 技術
基於效率性而言，通常最重的裝甲會置於裝甲戰鬥車輛的前方。坦克的戰術通常也講求車輛盡可能朝著最有機會出現敵方攻擊的方向，即使在防禦或撤退行動時亦然。
傾斜式和弧線式的裝甲都能增加其保護性。對一塊固定厚度的裝甲鋼板來講，一顆射彈以某個角度攻擊時一定要比垂直攻擊時還須穿透更厚的裝甲，而且有角度的表面也能夠增加射彈偏斜彈開的機會。
附加式裝甲（Appliqué armour）以焊接或是栓鎖方式加在裝甲車輛上以增加保護性，這類的裝甲通常以陶瓷或高硬度鋼鐵製作而成。
在冷戰初期，許多裝甲戰車在裝甲內部具有防剝落襯層（spall liner），以避免因敵方砲彈衝擊造成金屬剝落而在艙內釋放出碎片殺傷乘員，特別是高爆黏著彈（HESH）。防剝落襯層通常由克維拉或迪尼瑪（Dyneema）製造或是類似的高強度纖維材質。

### 傾斜裝甲

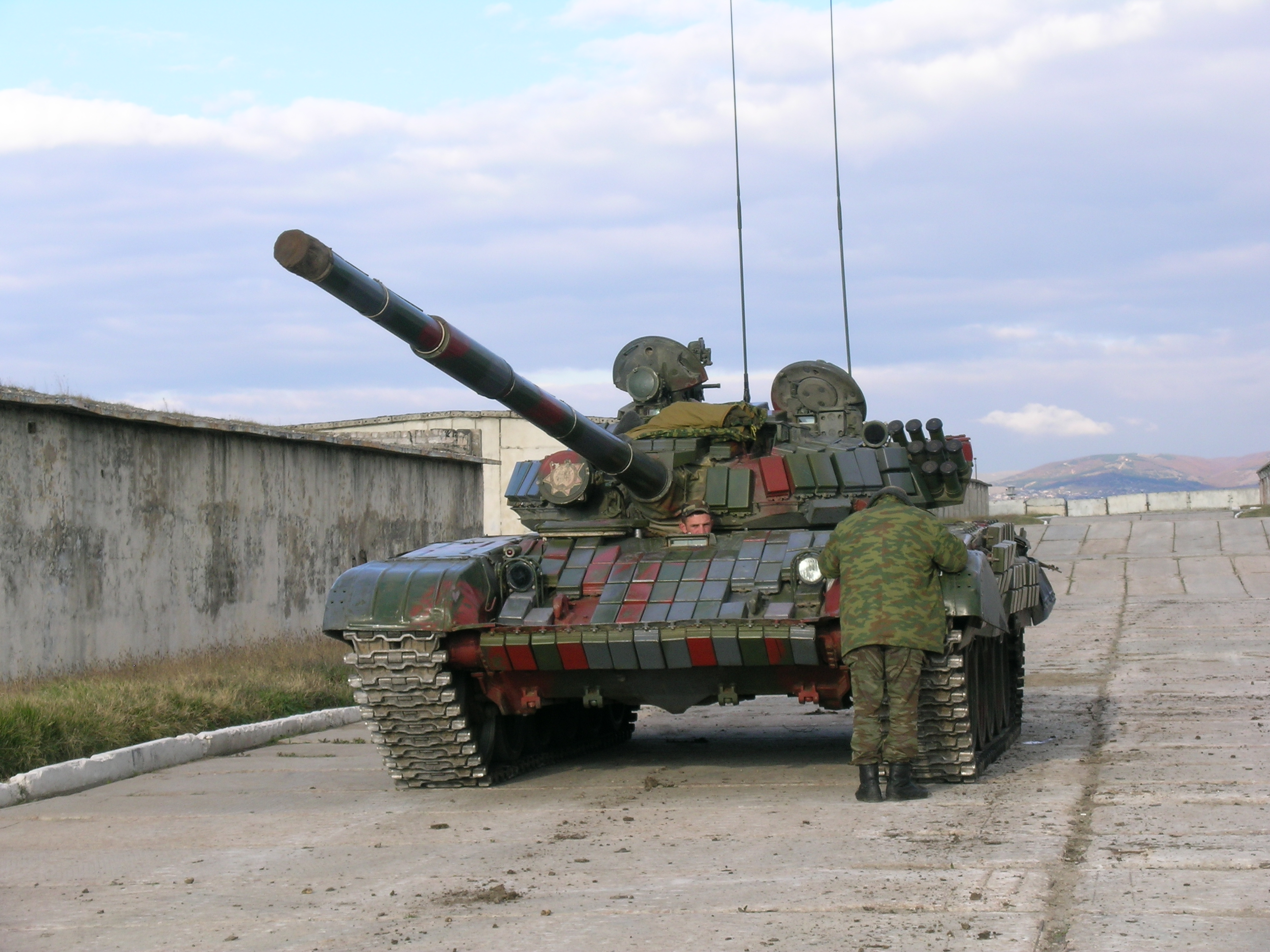
T-72的傾斜反應裝甲

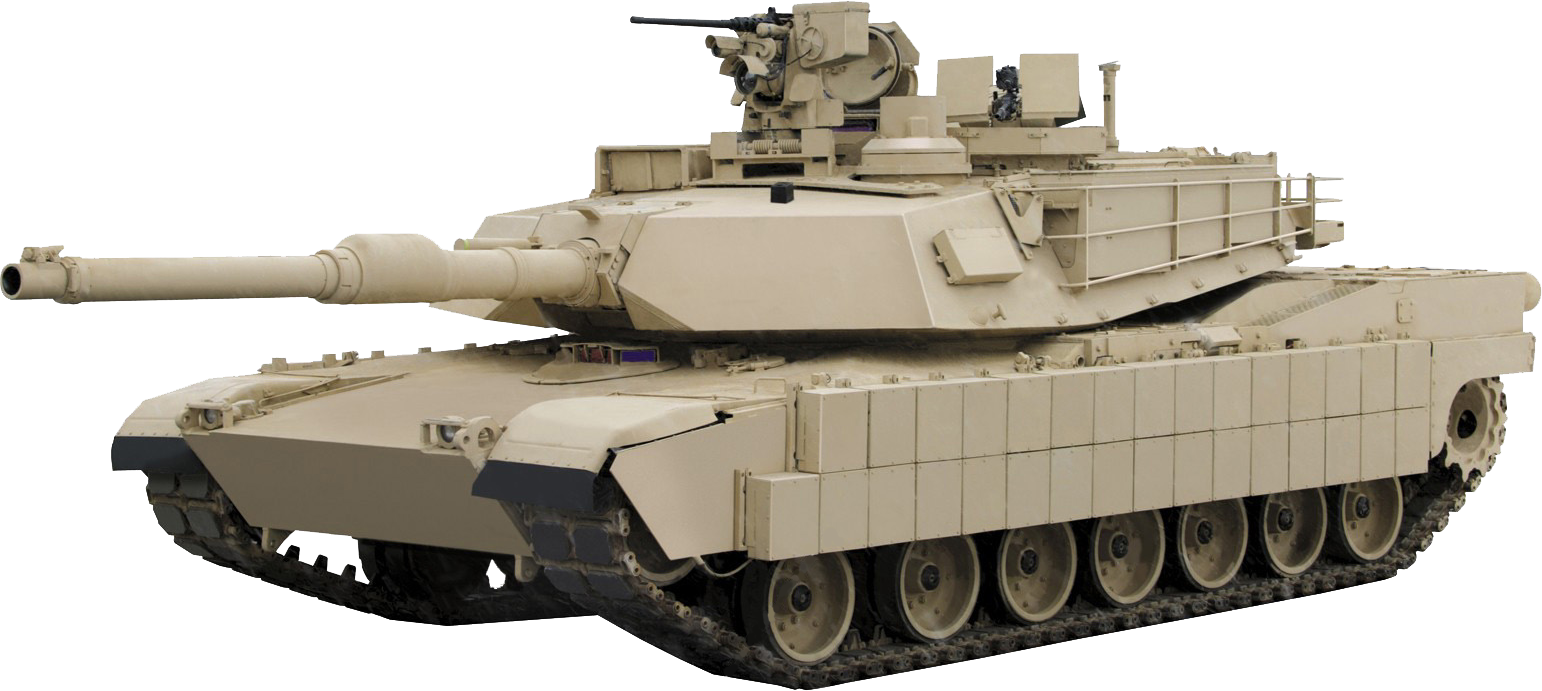
M1戰車的側面反應裝甲

以傾斜方式部署的裝甲可以利用斜面反彈砲彈，就算砲彈穿入也能有較長對角線阻擋砲彈，目前所有裝甲部署方式都是傾斜式。

### 間隙式裝甲
鋼板之間以一小段距離隔開的裝甲，稱作間隙式裝甲，也可稱作中空裝甲或空心裝甲。
採用傾斜方式可以減少子彈或實彈穿透力，雖然無傾斜方式會減少裝甲的保護，但可以讓子彈抵達內層鋼板前將投射物先行引爆。這種方式從一次世界大戰以來就已在使用，那時是應用在施耐德CA1和聖沙蒙坦克上。許多二戰初期的德製坦克也備有類似防護擋板的間隙式裝甲，使它們內層較薄的裝甲能更有效地對付反坦克砲火。
間隙式裝甲的防護方式可用來對抗高爆反坦克彈（HEAT），這種彈體會製造出一股高度聚集的可塑金屬噴射流，對於重點打擊裝甲時非常有效，但若打中間隙式裝甲時則不然。較薄的鋼板或甚至鐵網，可以比全面防護型的裝甲還輕，因此可附加在坦克砲塔的外緣處或其他裝甲車輛上。這種輕裝甲會促使彈頭過早引爆，使得熔融的金屬噴射流提前在主裝甲外聚集，因而變得較沒有效果。在二次大戰中有許多廠製或粗製的裝甲採用這個方式以保護車輛免於遭受新式的巴祖卡、Panzerfaust，和其他高爆彈等武器攻擊。
對付日漸進步的高爆反坦克彈頭，整合型間隙式裝甲於1960年代又再度採用於德製的豹1型坦克。這類裝甲的內部保持中空，在給定的裝甲重量下，增加車體由外至內的距離，因此降低錐形裝藥（穿甲弹）的穿透力。有些裝甲甚至會在中空的間隙內部表面刻意弄成數個斜面，以針對錐形炸藥噴流的預設路徑加以消散其威力。舉例來講，對一個既定重量的裝甲而言，分成雙層15（5.9英寸）厚與單層30（12英寸）厚的方式，前者能有更加的防護力以對抗錐形炸藥。
在六十年代的先進坦克方案，幾乎都採用了間隙式裝甲為主體，但從未成為主戰坦克的實際主流裝甲系統。
現今的輕裝車輛都配備金屬網片，也就是所謂的橫條護甲，而一些主戰坦克也會攜帶橡膠側裙來保護它們相對脆弱的懸吊機件或前方下側的裝甲。
惠普爾防護罩即使用間隙式裝甲的原理來保護太空梭承受高速微流星體的撞擊。當第一層防護罩被撞擊時會打散或破壞襲來的衝擊物，促使碎片在之後的隔層內散佈較大的範圍，以分散撞擊內層防護罩時的能量。

### 複合裝甲
複合式裝甲是由數種化學特性極為不同的材料所組成的裝甲，鋼鐵和陶瓷是複合式裝甲中最常見的材料型態。複合式裝甲在1940年代首度開發而成，但因為工藝上的難度不獲好評，在對抗頭號的輕型坦克殺手的高爆反坦克彈不如中空裝甲輕巧有力。當戰車採用對中空裝甲或更晚出現的反應裝甲有相當的威脅的脫殼穿甲彈才被重新重視。即使如新式的喬巴姆裝甲（Chobham Armour）研發成功，早期的樣品經常被人忽視，直到六十年代晚期才有使用此裝甲的戰車服役。
複合式裝甲的效果取決於它的材質成份，而且能夠有效抵抗動能穿甲彈等軍火武器。重金屬，如貧鈾，有時會用來增強重點部位對動能穿甲彈的防禦力。

### 反應裝甲

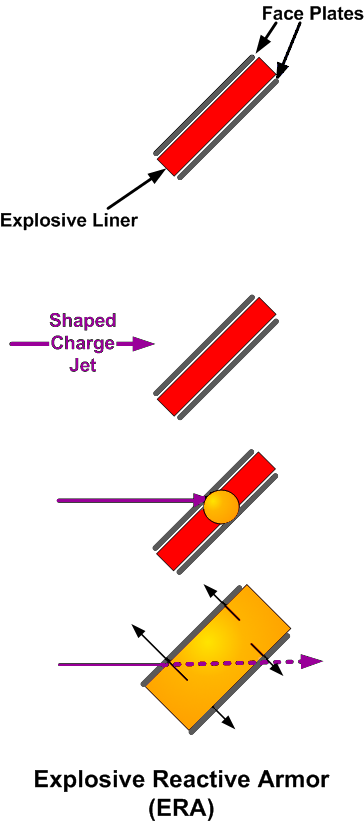
爆破式反應裝甲作用原理

爆破式反應裝甲（Explosive reactive armour），由以色列的德籍科學家研發，採用高爆性夾層包覆於鋼板之間。當錐形炸藥的彈頭擊中時，夾層內的炸藥會引爆，並將鋼板推向彈頭，分散高爆彈炸藥所造成的高速金屬噴流。早期爆破式反應裝甲較無法有效對抗動能穿甲彈，而且反應式裝甲爆開時，對於車輛周遭的友軍步兵反而是一種威脅，而且不可能重覆使用和易被小口徑炮彈所引爆。但現在俄國的新式反應裝甲，已經解決了原來的問題，並在T-90等最新型坦克上實戰考驗成功。
非爆炸性反應式裝甲（Non-explosive reactive armour），是一種更先進的間隙式裝甲，採用可變形的材質，以便在撞擊應力下增加保護。
主動防衛系統採用感應器偵測來襲的彈體，並發射出反制的彈體加以攔截。

### 電子裝甲
電子裝甲是英國國防科技實驗室最新的開發成果。車輛可安裝兩層薄的外殼，中間以絕緣金屬分開。較外部的鋼板施以巨大的電壓，而內部的鋼板則接地。若來襲的HEAT噴流穿透外層的鋼板並導致兩邊的鋼板造成短路時，電能會沿著噴流釋放並加以瓦解。試驗結果目前為止都有顯著的進展，而且預期改良過的系統更能抵抗動能穿甲彈的威脅。英國未來快速武力投送系統計畫的裝甲車輛開發人員，將會考慮採用這類的科技。

## 外部連結
- Electrically charged armour